# Маришка Харгитай
Маришка Харгитай (на английски: Mariska Hargitay) е американска актриса, носителка на „Златен глобус“ и „Еми“, номинирана е за награда „Сателит“ и шест награди на „Гилдията на филмовите актьори“. От 2013 г. има звезда на Холивудската алея на славата.

## Биография
Маришка Харгитай е родена на 23 януари 1964 г. в Санта Моника, Калифорния. Баща ѝ Мики Харгитай, който е бодибилдър и бивш „Мистър Вселена“ е от унгарски произход, а майка ѝ е известната холивудска актриса и секс символ от 50-те и 60-те на 20 век, Джейн Менсфийлд. На 29 юни 1967 година майка ѝ загива при автомобилна катасрофа, Маришка е на задната седалка заедно с двамата си братя, но и тримата са само леко ранени. Тогава е на 3 и половина години.
Говори унгарски, френски, италиански, испански и английски език. Има три деца, от които две са осиновени.

## Кариера
Става популярна най-вече с телевизионния сериал „Закон и ред: Специални разследвания“, където играе детектив Оливия Бенсън. За ролята си е отличена с награда „Златен глобус“ за най-добра актриса в сериал – драма през 2004 г.